# 3250 Martebo
3250 Martebo este un asteroid din centura principală, descoperit pe 6 martie 1979 de Claes Lagerkvist.